# Provinciale weg 822
De provinciale weg 822 (N822) is een provinciale weg welke Borculo met Eibergen verbindt in het oosten van de Nederlandse provincie Gelderland.
De weg is over de gehele lengte uitgevoerd als tweestrooks-erftoegangsweg. In 2018 is de snelheid buiten de bebouwde kom verlaagd van 80km/h naar 60 km/h vanwege de vele bomen vlak langs de weg en de smalle weg die het daardoor is. De maximumsnelheid verschilt per trajectdeel: 
| Trajectdeel                         | Maximumsnelheid |
| ----------------------------------- | --------------- |
| Borculo - komgrens Haarlo           | 60 km/h         |
| binnen de bebouwde kom van Haarlo   | 30 km/h         |
| komgrens Haarlo - komgrens Eibergen | 60 km/h         |
| binnen de bebouwde kom van Eibergen | 30 km/h         |

N23 · N34 · N224 · N225 · N229 · N233 · N271 · N301 · N302 · N303 · N304 · N305 · N306 · N307 · N308 · N309 · N310 · N311 · N312 · N313 · N314 · N315 · N316 · N317 · N318 · N319 · N320 · N322 · N323 · N324 · N325/A325 · N326/A326 · N327 · N329 · N330 · N331 · N332 · N333 · N334 · N335 · N336 · N337 · N338 · N339 · N340 · N341 · N342 · N343 · N344 · N345 · N346 · N347 · N348/A348 · N349 · N350 · N351 · N352 · N375 · N377

N418 · N701 · N702 · N703 · N704 · N705 · N706 · N707 · N708 · N709 · N710 · N711 · N712 · N713 · N714 · N715 · N716 · N717 · N718 · N719 · N720 · N727 · N731 · N732 · N733 · N734 · N735 · N736 · N737 · N738 · N739 · N740 · N741 · N742 · N743 · N744 · N745 · N746 · N747 · N748 · N749 · N750 · N751 · N752 · N753 · N754 · N755 · N756 · N757 · N758 · N759 · N760 · N761 · N762 · N763 · N764 · N765 · N766 · N768 · N781 · N782 · N783 · N784 · N785 · N786 · N787 · N788 · N789 · N790 · N791 · N792 · N793 · N794 · N795 · N796 · N797 · N798 · N800 · N801 · N802 · N803 · N804 · N805 · N806 · N810 · N811 · N812 · N813 · N814 · N815 · N816 · N817 · N818 · N819 · N820 · N821 · N822 · N823 · N824 · N825 · N826 · N827 · N830 · N831 · N832 · N833 · N834 · N835 · N836 · N837 · N838 · N839 · N840 · N841 · N842 · N843 · N844 · N845 · N846 · N847 · N848 · N852 · N855

Cursief vermelde wegen zijn voormalige provinciale wegen.